# La Cible (film, 1997)
Pour les articles homonymes, voir La Cible.
Pour plus de détails, voir Fiche technique et Distribution.
La Cible est un film franco-hispano-suisse de comédie réalisé par Pierre Courrège en 1996 et sorti le 5 mars 1997.

## Synopsis
Chris et Zelda se rencontrent sur le bord de la route des vacances et c'est le coup de foudre. C'est tellement fou et rapide que lorsque Chris est obligé de rejoindre le sous-marin sur lequel il est matelot, il oublie de demander à Zelda, la jolie Russe, son adresse dans son pays lointain. Il ne reste plus qu'une solution : lancer un appel à témoin dans la célèbre émission prime-time de Jean-Pierre Bellac, Votre histoire d'amour m'intéresse. Témoin de l'explosion d'une voiture, la police soupçonne Chris d'être responsable de l'attentat. Notre Roméo se retrouve alors embarqué dans une aventure explosive où il devient l'ennemi public numéro 1, la cible à abattre.

## Fiche technique
- Réalisation : Pierre Courrège
- Scénario et dialogues : Pierre Courrège, Pauline Daumale, Bernard Rosselli
- Production : UGC Fox Distribution
- Directeur de la photographie : Yves Dahan
- Musique : Christian Gaubert
- Pays d'origine :  France,  Espagne et  Suisse
- Genre : comédie
- Année : 1996
- Format : couleur - 35 mm
- Durée : 95 minutes
- Dates de sortie : 
  - France : 23 avril 1997
  - Espagne : 24 juillet 1997

## Distribution
- Daniel Russo : Jean-Pierre Bellac
- Sagamore Stévenin : Chris
- Macha Polikarpova : Zelda
- Anémone : Clara
- Hippolyte Girardot : Stan
- Jean-Claude Dreyfus : Le Préfet
- Tchee : Zlotz
- Vanessa Guedj : Valérie
- Jordi Mollà : Luigi
- Bernard Rosselli : Roland, l'autorité policière
- Sonia Dubois : La présentatrice
- Laurent Baffie : Le rédacteur TV (caméo)
- Marc Henry ; le Juge Vallone

## Autour du film
- Le tournage de ce film a été utilisé pour l'émission de C'est pas sorcier  consacrée au cinéma intitulée « Silence, on tourne ! ».